# Catostomus catostomus
Meunier rouge
Espèce
Synonymes
- Catostomus catostomus rostratus
 (Tilesius, 1813)

Statut de conservation UICN

 LC  : Préoccupation mineure
Le Meunier rouge (Catostomus catostomus) est une espèce de poissons cypriniformes, de la famille des Catostomidés. On le trouve en Amérique du Nord et en Russie.

## Habitat et Répartition
Le Meunier rouge est originaire d'Amérique du Nord, ainsi on le trouve dans le nord des États-Unis et peut-être au Canada dans le Yukon et la Colombie-Britannique. On le trouve également à l'est de la Russie en Sibérie. 

## Référence
- Forster, 1773 : An account of some curious fishes, sent from Hudson's Bay. Philosophical Transactions of the Royal Society of London 63 p. 149–160.